# جمهوری کنگو در المپیک
جمهوری کنگو، که به نام کنگو نیز شناخته می‌شود، برای اولین بار در بازی‌های المپیک سال ۱۹۶۴ شرکت کرد و از آن زمان تاکنون در اکثر بازی‌های المپیک تابستانی شرکت کرده است. کنگو در بازی‌های ۱۹۶۸ شرکت نکرد و به همراه بیشتر کشورهای آفریقایی، بازی‌های ۱۹۷۶ را تحریم کرد. کنگو هرگز در بازی‌های المپیک زمستانی شرکت نکرده است.
تا سال ۲۰۱۶، مجموعاً ۷۴ ورزشکار (۴۵ مرد و ۲۹ زن) نمایندهٔ کنگو در المپیک بوده‌اند. جوان‌ترین شرکت‌کننده آلفونس یانگهات بود که در مسابقهٔ دوی ۱۰۰ متر در سال ۱۹۷۲ در سن ۱۵ سال و ۱۲۰ روز شرکت کرد، در حالی که مسن‌ترین شرکت‌کننده ژیل کودری (۳۶ سال و ۲۶۳ روز) بود که در مسابقهٔ شنای ۵۰ متر آزاد در المپیک بارسلون ۱۹۹۲ شرکت کرد. هیچ ورزشکاری از کنگو تاکنون موفق به کسب مدال المپیک نشده است، اما فرانک الامبا در پرتاب وزنهٔ مردان در بازی‌های المپیک تابستانی ۲۰۱۶ چهارم شد.
کمیتهٔ ملی المپیک کنگو در سال ۱۹۶۴ تأسیس و در همان سال توسط کمیتهٔ بین‌المللی المپیک به رسمیت شناخته شد.

## جداول مدال‌ها

### مدال‌ها بر اساس بازی‌های تابستانی
| بازی‌ها | ورزشکاران    | طلا       | نقره      | برنز      | مجموع     | رتبه      |
| ۱۹۶۴   | ۲            | ۰         | ۰         | ۰         | ۰         | –         |
| ۱۹۶۸   | شرکت نکرد    | شرکت نکرد | شرکت نکرد | شرکت نکرد | شرکت نکرد | شرکت نکرد |
| ۱۹۷۲   | ۶            | ۰         | ۰         | ۰         | ۰         | –         |
| ۱۹۷۶   | شرکت نکرد    | شرکت نکرد | شرکت نکرد | شرکت نکرد | شرکت نکرد | شرکت نکرد |
| ۱۹۸۰   | ۲۴           | ۰         | ۰         | ۰         | ۰         | –         |
| ۱۹۸۴   | ۹            | ۰         | ۰         | ۰         | ۰         | –         |
| ۱۹۸۸   | ۷            | ۰         | ۰         | ۰         | ۰         | –         |
| ۱۹۹۲   | ۷            | ۰         | ۰         | ۰         | ۰         | –         |
| ۱۹۹۶   | ۵            | ۰         | ۰         | ۰         | ۰         | –         |
| ۲۰۰۰   | ۵            | ۰         | ۰         | ۰         | ۰         | –         |
| ۲۰۰۴   | ۵            | ۰         | ۰         | ۰         | ۰         | –         |
| ۲۰۰۸   | ۵            | ۰         | ۰         | ۰         | ۰         | –         |
| ۲۰۱۲   | ۷            | ۰         | ۰         | ۰         | ۰         | –         |
| ۲۰۱۶   | ۱۰           | ۰         | ۰         | ۰         | ۰         | –         |
| ۲۰۲۰   | ۳            | ۰         | ۰         | ۰         | ۰         | –         |
| ۲۰۲۴   | ۴            | ۰         | ۰         | ۰         | ۰         | –         |
| ۲۰۲۸   | رویداد آینده |           |           |           |           |           |
| ۲۰۳۲   | رویداد آینده |           |           |           |           |           |
| مجموع  | مجموع        | ۰         | ۰         | ۰         | ۰         | –         |